# 滋賀県道256号香花寺曽根線
滋賀県道256号香花寺曽根線（しがけんどう256ごう こうけいじそねせん）は、滋賀県長浜市を通る一般県道である。

## 概要
長浜市香花寺町から長浜市曽根町に至る。

### 路線データ
- 起点：長浜市香花寺町（滋賀県道255号早崎湖北線交点）
- 終点：長浜市曽根町（曽根北交差点、国道8号交点）
- 総延長：3.2 km

## 路線状況

### 重複区間
- 滋賀県道254号川道唐国線（長浜市難波町）

### 道路施設

#### 橋梁
- 難波橋（姉川、長浜市）

## 地理

### 通過する自治体
- 滋賀県
  - 長浜市

### 交差する道路
| 交差する道路                         | 交差する場所 | 交差する場所        |
| ------------------------------------ | ------------ | ------------------- |
| 滋賀県道255号早崎湖北線              | 香花寺町     | 起点                |
| 滋賀県道254号川道唐国線 重複区間起点 | 難波町       |                     |
| 滋賀県道254号川道唐国線 重複区間終点 | 難波町       |                     |
| 国道8号                              | 曽根町       | 曽根北交差点 / 終点 |

### 沿線
- 本誓寺
- 長浜市立びわ中学校
- NTT西日本 彦根支店びわ別館
- 長浜市役所 びわ支所
- 長浜市立びわ図書館
- 滋賀銀行 びわ町出張所
- 唯願寺
- 天満神社